# Chevrolet Camaro (1993)
Der ab Anfang 1993 gebaute Chevrolet Camaro ist die vierte Modellgeneration der zum US-amerikanischen Automobilhersteller General-Motors (GM) gehörenden Automobilmarke Chevrolet. In Europa wurde das Modell ab 1997 angeboten und war mit einem 3,8-Liter-V6-Motor mit einer maximalen Leistung von 142 kW (193 PS) als Coupé und Cabrio verfügbar. Der 5,7-Liter-V8-Motor als Z28 mit einer maximalen Leistung von 212 kW (288 PS) wurde in Deutschland ausschließlich als Coupé mit T-Tops (zwei herausnehmbaren Glasdachhälften) verkauft. Das neue Modell wurde nicht mehr in Norwood und Van Nuys produziert, wo die letzten 34 Jahre Camaros und Firebirds hergestellte wurden, sondern auf der neu gebauten Produktionslinie am Standort Sainte-Thérèse in der Provinz Québec/Kanada.
Die Einführung der vierten Generation erfolgte Anfang 1993 und war umstritten. Das markante eckige Äußere des Camaro wurde dem Zeitgeist angepasst und geglättet. Die neue Generation wurde von Grund auf neu entwickelt, er war etwas länger (plus 15 mm), höher (plus 22 mm) und breiter (plus 43 mm) als der Vorgänger. Die Windschutzscheibe war mit einem Winkel von 68 Grad (vorher 62 Grad) noch flacher. Der Kofferraum öffnete sich wie beim Vorgänger mit einer großen Klappe, welche mit der Heckscheibe hochschwenkte und einen integrierten Spoiler besaß. Unter der Oberfläche ging man nicht ganz so weit, beispielsweise wurde der Fahrzeugboden und die komplette Hinterachse – wenn auch leicht überarbeitet – von der dritten Generation übernommen. Viele Anbauteile bestanden aus einem Kompositverbundwerkstoff, lediglich die Motorhaube und die hinteren Seitenwände waren aus Stahlblech. Die Vorderradaufhängung bestand aus unterschiedlich langen Querlenkern, hinten wurde die bekannte Mehrlenker-Hinterachse verwendet. Airbags für Fahrer und Beifahrer waren Serie, ebenso ein Antiblockiersystem (ABS) sowie eine Diebstahlwarnanlage.
Im August 2002 wurde die Produktion der vierten Generation auf Grund immer weiter sinkender Verkaufszahlen eingestellt. Ein weiterer Grund war in der veralteten F-Body-Plattform zu finden. Die Bodengruppe war nicht mehr zeitgemäß und hätte von Grund auf neu konstruiert werden müssen. Da GM keinen Markt sah, erfolgte die Einstellung des Camaros und des Schwestermodells Pontiac Firebird.
Erst nach knapp sieben Jahren Pause nahm GM im Frühjahr 2009 die Produktion der Baureihe mit der fünften Generation wieder auf.

## Modellgeschichte

Modelllogo der vierten Generation

### Angebotene Motoren der 4. Camaro-Generation
| Tabelle mit technischen Daten zum Chevrolet Camaro 4. Generation (Serienmodelle) | Tabelle mit technischen Daten zum Chevrolet Camaro 4. Generation (Serienmodelle) | Tabelle mit technischen Daten zum Chevrolet Camaro 4. Generation (Serienmodelle) | Tabelle mit technischen Daten zum Chevrolet Camaro 4. Generation (Serienmodelle) | Tabelle mit technischen Daten zum Chevrolet Camaro 4. Generation (Serienmodelle) |
| Chevrolet Camaro                                                                 | 207                                                                              | 231                                                                              | 350                                                                              | 346                                                                              |
| -------------------------------------------------------------------------------- | -------------------------------------------------------------------------------- | -------------------------------------------------------------------------------- | -------------------------------------------------------------------------------- | -------------------------------------------------------------------------------- |
| Motorcode                                                                        | L32                                                                              | L36                                                                              | LT1                                                                              | LS1                                                                              |
| Motorname                                                                        | General Motors 60° V6 Gen II                                                     | Buick 3800 V6 SII                                                                | Small Block Chevrolet (LT1 350)                                                  | General Motors LS                                                                |
| Motorart                                                                         | Ottomotor                                                                        | Ottomotor                                                                        | Ottomotor                                                                        | Ottomotor                                                                        |
| Motorarbeitsverfahren                                                            | Viertakt                                                                         | Viertakt                                                                         | Viertakt                                                                         | Viertakt                                                                         |
| Motorbauart                                                                      | 6-Zylinder-V-Motor, längseingebaut                                               | 6-Zylinder-V-Motor, längseingebaut                                               | 8-Zylinder-V-Motor, längseingebaut                                               | 8-Zylinder-V-Motor, längseingebaut                                               |
| Hubraum                                                                          | 3350 cm3 (207 in3)                                                               | 3813 cm3 (231 in3)                                                               | 5733 cm3 (350 in3)                                                               | 5665 cm3 (346 in3)                                                               |
| Bohrung × Hub                                                                    | 92 mm × 84 mm (3,62 in × 3,31 in)                                                | 97 mm × 86 mm (3,8 in × 3,4 in)                                                  | 101,6 mm × 88,4 mm (4 in × 3,48 in)                                              | 99 mm × 92 mm (3,898 in × 3,622 in)                                              |
| Bankwinkel                                                                       | 60°                                                                              | 60°                                                                              | 90°                                                                              | 90°                                                                              |
| Ventilsteuerung                                                                  | OHV, zwei hängende Ventile, zentrale Nockenwelle, Stößelstangen und Kipphebel    | OHV, zwei hängende Ventile, zentrale Nockenwelle, Stößelstangen und Kipphebel    | OHV, zwei hängende Ventile, zentrale Nockenwelle, Stößelstangen und Kipphebel    | OHV, zwei hängende Ventile, zentrale Nockenwelle, Stößelstangen und Kipphebel    |
| Nockenwellenantrieb                                                              | Kette                                                                            | Kette                                                                            | Kette                                                                            | Kette                                                                            |

Quelle: 

### Konzeptfahrzeug 1989
Im Jahr 1989 wurde auf der LA Auto Show ein Konzeptfahrzeug mit dem Namen Chevrolet California Camaro IROC gezeigt, das einige Gestaltungselemente mit dem späteren Serienfahrzeug teilte, jedoch Vorderradantrieb hatte. Die Studie zeigt ein Flügeltüren-Fahrzeug mit 2+2 Sitzkonfiguration und wurde in nur sechs Monaten aus einem Modell zu einem fahrbaren Prototyp entwickelt. Sie war 4,73 Meter lang und hatte einen Radstand von 2,64 Metern. Motorisiert war der Prototyp mit einem OHC-V6-Motor.

### 1993
Das erste Modelljahr gab es als Coupé, von dem 68.773 Fahrzeuge gebaut wurden, das Cabriolet wurde erst ab 1994 angeboten. Der neue Basis-Camaro erhielt an der Vorderachse Scheibenbremsen, hinten Trommelbremsen, beim Z28 hingegen gab es an allen vier Rädern Scheibenbremsen.
Mit der Vorstellung des neuen Camaro wurden zwei Varianten des Autos angeboten:
- Die Basis-Version mit einem 3,4-Liter-V6-Motor (L32) mit 60° Gabelwinkel und einer maximalen Leistung von 160 SAE-HP / 119 kW (162 PS).[8] In Deutschland wurde der Motor mit 109 kW (148 PS) angegeben, da es zu diesem Zeitpunkt eine auf 110 kW (150 PS) Begrenzung bei den Kfz-Versicherungen gab. Die Basisversion wurde in den USA für 13.339 USD angeboten, hatte bereits Sonnenschutzglas und war mit P215/60R16 Reifen auf Stahlrädern mit Radzierblenden bestückt.[1]
- Der Z28 mit dem 5,7-Liter-V8-Motor der Corvette (Small Block, LT1) und einer maximalen Leistung von 275 SAE-HP / 205 kW (279 PS).[9] Für den Z28 musste der Käufer mindestens 17.269 USD über die Theke reichen.[10] Der Z28 erhielt P235/55R16 Räder.[1]

Beide Modelle gab es als Coupé mit 4-Stufen-Automatikgetriebe, hier wurde das Turbo-Hydra-Matic-Getriebe 4L60 verwendet oder 5-Gang- (V6-Modelle) bzw. das T-56 6-Gang-Schaltgetriebe von Borg-Warner (V8-Modelle). Kreuzte der Käufer den Z28 in der Bestellliste an, so erhielt er außerdem Scheibenbremsen an Vorder- und Hinterachse sowie ein Antiblockiersystem, 16x8 Aluminiumräder mit Goodyear GA P235/55R16 Reifen. Goodyear-Reifen GS-C mit einem Geschwindigkeitsindex „Z“ kosteten dann nochmal 144 USD extra. Behielt der Kunde die Standardbereifung, so war die Höchstgeschwindigkeit auf 108 mph (174 km/h) begrenzt. Die herausnehmbaren Dachhälften (T-Tops) kosteten 895 USD zusätzlich. Die Klimaanlage, für ebenfalls 895 USD, war als erstes GM-Modell mit dem Kältemittel R134a gefüllt. Chevrolet verfolgte weiterhin den Weg, Extras als Ausstattungspakete anzubieten.
Chevrolet bot für den Z28 ein Indy 500 Pace Car Optionspaket an, von dem 663 Fahrzeuge verkauft wurden. Der Serien-Z28 musste dafür nicht wesentlich modifiziert werden, da er bereits in der Serie sehr gut mit den Rennwagen mithalten konnte.
Bei Tests des Z28 durch die Magazine Car & Driver und Motor Trend schaffte der Wagen eine Beschleunigung von 0 auf ca. 100 km/h in 5,3 Sekunden und erreichte eine Höchstgeschwindigkeit von 151 mph (243 km/h). Als Testabschluss wurde vermerkt: „biggest bang for the bucks“ (dt. „Größter Schlag für das Geld“).
| Motorenauswahl Modelljahr 1993                     | Motorenauswahl Modelljahr 1993 | Motorenauswahl Modelljahr 1993                                            |
| Chevrolet Camaro                                   | 207                            | 350                                                                       |
| -------------------------------------------------- | ------------------------------ | ------------------------------------------------------------------------- |
| Motorcode                                          | L32                            | LT1                                                                       |
| VIN-Code                                           | S                              | P                                                                         |
| Verfügbarkeit                                      | Standard beim Coupé            | Standard bei Z28                                                          |
| Motorname                                          | General Motors 60° V6 Gen II   | Small Block Chevrolet                                                     |
| Bremsleistung (netto SAE-PS) bei Drehzahl in min−1 | 160 SAE-HP bei 4600            | 275 SAE-HP bei 5000                                                       |
| max. netto Drehmoment bei min−1                    | 271 Nm (200 lbf·ft) bei 3600   | 441 Nm (325lbf·ft) bei 2400                                               |
| Verdichtung                                        | 9,0 : 1                        | 10,5 : 1                                                                  |
| Gemischaufbereitung                                | Sequential Fuel Injection      | „Tuned Port“ Mehrpunkt-Saugrohr-Einspritzung (TPI), Elektronische Zündung |

### 1994
Zum Coupé kam das Cabrio hinzu und das Automatikgetriebe 4L60E (vorher 4L60 bzw. TH700) erhielt eine elektronische Steuerung. Für das manuelle T56 6-Gang-Getriebe wurde eine elektronische Schaltempfehlung ergänzt. Weitere Änderungen des Modelljahres betrafen den LT1-Motor, welcher eine sequenzielle Benzineinspritzung erhielt. Der Z28 beschleunigte von 0 auf 60 mph (ca. 98 km/h) in 6,3 Sekunden. Alle Camaros erhielten ein höhenverstellbares Lenkrad, eine Pass Key II genannte Diebstahlwarnanlage und in den USA ganz wichtig: Becherhalter. Chevrolet baute 112.539 Coupés und 7.260 Cabriolets.
| Motorenauswahl Modelljahr 1994                     | Motorenauswahl Modelljahr 1994     | Motorenauswahl Modelljahr 1994                                            |
| Chevrolet Camaro                                   | 207                                | 350                                                                       |
| -------------------------------------------------- | ---------------------------------- | ------------------------------------------------------------------------- |
| Motorcode                                          | L32                                | LT1                                                                       |
| VIN-Code                                           | S                                  | P                                                                         |
| Verfügbarkeit                                      | Standard beim Coupé, nicht für Z28 | Standard bei Z28, nicht für Basis                                         |
| Motorname                                          | General Motors 60° V6 Gen II       | Small Block Chevrolet                                                     |
| Bremsleistung (netto SAE-PS) bei Drehzahl in min−1 | 160 SAE-HP bei 4600                | 275 SAE-HP bei 5000                                                       |
| max. netto Drehmoment bei min−1                    | 271 Nm (200 lbf·ft) bei 3600       | 441 Nm (325lbf·ft) bei 2400                                               |
| Verdichtung                                        | 9,0 : 1                            | 10,5 : 1                                                                  |
| Gemischaufbereitung                                | Sequential Fuel Injection          | „Tuned Port“ Mehrpunkt-Saugrohr-Einspritzung (TPI), Elektronische Zündung |

### 1995
Eine erste kleine Erweiterung mit der optionalen Traktionskontrolle und Ganzjahresreifen für den Z28. Für die Basisversion gab es zusätzlich einen V6-Motor mit 3,8 Liter Hubraum und einer maximalen Leistung von 200 SAE-HP bzw. 149 kW (203 PS) als Option. Die V6-Zylinder hatten ein manuelles 5-Gang-Getriebe als Basis, die V8 ein manuelles Getriebe mit 6-Gängen. Ein elektronisches 4-Gang-Automatikgetriebe war als Extra bestellbar.
| Motorenauswahl Modelljahr 1995                     | Motorenauswahl Modelljahr 1995      | Motorenauswahl Modelljahr 1995      | Motorenauswahl Modelljahr 1995      |
| Chevrolet Camaro                                   | 207                                 | 231                                 | 350                                 |
| -------------------------------------------------- | ----------------------------------- | ----------------------------------- | ----------------------------------- |
| Motorcode                                          | L32                                 | L36                                 | LT1                                 |
| VIN-Code                                           | S                                   | K                                   | P                                   |
| Verfügbarkeit                                      | Standard beim Coupé                 | Option im Coupé                     | Standard bei Z28                    |
| Motorname                                          | General Motors 60° V6 Gen II        | Buick 3800 V6 SII                   | Small Block Chevrolet               |
| Bremsleistung (netto SAE-PS) bei Drehzahl in min−1 | 160 SAE-HP bei 4600                 | 200 SAE-HP bei 5300                 | 275 SAE-HP bei 5000                 |
| max. netto Drehmoment bei min−1                    | 271 Nm (200 lbf·ft) bei 3600        | 313 Nm (230 lbf·ft) bei 4000        | 441 Nm (325lbf·ft) bei 2400         |
| Verdichtung                                        | 9,0 : 1                             | 9,4 : 1                             | 10,5 : 1                            |
| Gemischaufbereitung                                | Sequenzielle Mehrpunkt-Einspritzung | Sequenzielle Mehrpunkt-Einspritzung | Sequenzielle Mehrpunkt-Einspritzung |

### 1996
Es brachte das Ende des kleinen 3,4-Liter-Motors, der 3,8-Liter-Motor wurde Standard. Die maximale Leistung des großen V8-Motor wurde auf 280 SAE-HP bzw. 209 kW (284 PS) angehoben.
Das ausschließlich in den USA angebotene Top-Modell trug wieder die Bezeichnung SS, abgeleitet von Super-Sport, und war als Coupé und Cabrio ab Jahresmitte erhältlich. Diese Modelle wurden, anders als in den vorangegangenen Modelljahren nicht von General Motors gefertigt, sondern von Street Legal Performance (kurz SLP), einem eigenständigen Tuner und Veredler, vergleichbar mit der M-GmbH bei BMW oder AMG bei Mercedes-Benz. Das Modell, das neben optischen Aufwertungen eine veränderte Abgasanlage und Ram-Air hatte und kam damit auf eine maximale Leistung von 228 kW (310 PS) bei 5000 min−1 mit einer Verdichtung von 10,4:1. Es war ausgerüstet mit Aluminium-Rädern im Format 17x9 im Corvette ZR1-Stil und Reifen im Format P245/40ZR17. Die Motorhaube bestand aus Kunststoff und hatte eine funktionstüchtige Lufthutze.
| Motorenauswahl Modelljahr 1996                     | Motorenauswahl Modelljahr 1996      | Motorenauswahl Modelljahr 1996      | Motorenauswahl Modelljahr 1996      | Motorenauswahl Modelljahr 1996      |
| Chevrolet Camaro                                   | 231                                 | 350                                 | 350                                 | 350                                 |
| -------------------------------------------------- | ----------------------------------- | ----------------------------------- | ----------------------------------- | ----------------------------------- |
| Motorcode                                          | L36                                 | LT1                                 | LT1                                 | LT1                                 |
| VIN-Code                                           | K                                   | P                                   | P                                   | P                                   |
| Verfügbarkeit                                      | Standard beim Coupé                 | Standard bei Z28                    | Standard bei SS-Modell              | Optional bei SS-Modell              |
| Motorname                                          | Buick 3800 V6 SII                   | Small Block Chevrolet               | Small Block Chevrolet               | Small Block Chevrolet               |
| Bremsleistung (netto SAE-PS) bei Drehzahl in min−1 | 200 SAE-HP bei 5300                 | 285 SAE-HP bei 5000                 | 305 SAE-HP bei 5500                 | 310 SAE-HP bei 5500                 |
| max. netto Drehmoment bei min−1                    | 305 Nm (225 lbf·ft) bei 4000        | 441 Nm (325lbf·ft) bei 2400         | 441 Nm (325lbf·ft) bei 2400         | 441 Nm (325lbf·ft) bei 2400         |
| Verdichtung                                        | 9,4 : 1                             | 10,5 : 1                            | 10,5 : 1                            | 10,5 : 1                            |
| Gemischaufbereitung                                | Sequenzielle Mehrpunkt-Einspritzung | Sequenzielle Mehrpunkt-Einspritzung | Sequenzielle Mehrpunkt-Einspritzung | Sequenzielle Mehrpunkt-Einspritzung |

### 1997
Chevrolet feierte den 30. Geburtstag des Camaro mit einem Sondermodell, welches ausschließlich für den Z28 verfügbar war. Mit weißer Lackierung und orangen Streifen, erinnerte es an das 1969er Indy Pace Car. Es besaß ebenfalls weiße Fünf-Speichen-Aluminiumräder. Als Motor kam der bekannte 5,7 Liter V8 zum Einsatz. Dieser leistete 210 kW (286 PS) bei 5200 min−1. Weiterhin war ein besonderer Camaro SS Z28 verfügbar, der den 224 kW (305 PS) starken LT1 der Corvette besaß. Der Wagen war ausschließlich bei ausgewählten Händlern bestellbar. Er hatte darüber hinaus einen speziellen Sportauspuff, ein Hurst-Schaltgestänge und ein spezielles Sportfahrwerk mit Bilstein-Stoßdämpfern.
SLP brachte ein auf 106 Fahrzeuge limitiertes Sondermodell des SS auf den Markt, welches mit dem LT4-Motor der 1996 Corvette C4 ausgestattet war und über eine maximale Leistung von 246 kW (334 PS) verfügte.
Für das Modelljahr wurde lediglich das Aussehen der Rücklichter verändert, und es fand eine Überarbeitung des Armaturenbretts statt. In Deutschland startete der offizielle Verkauf des Camaro von GM über das Opel-Händlernetz – er löste damit den bis dahin zum Verkauf stehenden Pontiac Firebird ab.
| Motorenauswahl Modelljahr 1997                     | Motorenauswahl Modelljahr 1997      | Motorenauswahl Modelljahr 1997      | Motorenauswahl Modelljahr 1997      | Motorenauswahl Modelljahr 1997      |
| Chevrolet Camaro                                   | 231                                 | 350                                 | 350                                 | 350                                 |
| -------------------------------------------------- | ----------------------------------- | ----------------------------------- | ----------------------------------- | ----------------------------------- |
| Motorcode                                          | L36                                 | LT1                                 | LT1                                 | LT1                                 |
| VIN-Code                                           | K                                   | P                                   | P                                   | P                                   |
| Verfügbarkeit                                      | Standard beim Coupé                 | Standard bei Z28                    | Standard bei SS-Modell              | Optional bei SS-Modell              |
| Motorname                                          | Buick 3800 V6 SII                   | Small Block Chevrolet               | Small Block Chevrolet               | Small Block Chevrolet               |
| Bremsleistung (netto SAE-PS) bei Drehzahl in min−1 | 200 SAE-HP bei 5300                 | 285 SAE-HP bei 5000                 | 305 SAE-HP bei 5500                 | 310 SAE-HP bei 5500                 |
| max. netto Drehmoment bei min−1                    | 305 Nm (225 lbf·ft) bei 4000        | 441 Nm (325lbf·ft) bei 2400         | 441 Nm (325lbf·ft) bei 2400         | 441 Nm (325lbf·ft) bei 2400         |
| Verdichtung                                        | 9,4 : 1                             | 10,5 : 1                            | 10,5 : 1                            | 10,5 : 1                            |
| Gemischaufbereitung                                | Sequenzielle Mehrpunkt-Einspritzung | Sequenzielle Mehrpunkt-Einspritzung | Sequenzielle Mehrpunkt-Einspritzung | Sequenzielle Mehrpunkt-Einspritzung |

### 1998
Die F-Plattform des Camaro und des Firebirds hatte seine besten Jahre hinter sich, die Popularität der Modelle ließ nach. Dennoch wurde der Camaro umfassenden überarbeitet und so kam im Sommer 1998 ein erneuerter Camaro auf den Markt. Die RS-Ausstattung gab es nicht mehr. Basis war ein V6, nur der Z28 erhielt einen V8-Motor.
Die Front wurde umgestaltet und neue rundliche Verbundscheinwerfer ersetzten die bisherigen eckigen zurückgesetzten kleinen Versionen, der Stoßfänger erhielt zusätzliche Lufteinlässe sowie mittig ein „Haifisch-Maul“ und die Motorhaube Sicken, welche die Form der Scheinwerfer verlängerten.
Der Z28 bekam den Motor der Corvette C5 (LS1) – ein Aluminiummotor mit einem Hubraum von 5665 cm3, bisher 5733 cm3. Er leistete in Deutschland maximal 212 kW (288 PS). Grund dafür war eine andere Auspuffanlage, um die deutschen Lärmvorschriften einhalten zu können. In den USA wurde der Z28 jedoch mit maximal 305 SAE-HP bzw. 228 kW (310 PS) verkauft. Darüber hinaus war er mit einem 4L60-E-Automatikgetriebe ausgestattet und der erste Vollaluminium-Motor seit dem ZL1 von 1969.
Testergebnisse der Zeitschrift HotRod vom Mai 1998 ergaben allerdings, dass der LS1 in Fahrzeugen auf der GM-F-Plattform (mit offiziellen 305 SAE-HP) eine absolut identische Leistung mit dem LS1-Motor für die GM-Y-Plattform der Corvette C5 hat mit offiziellen 257 kW (349 PS). Das Spitzenmodell des Camaro war der „SS“ mit offiziellen 235 kW (320 PS), welcher unter dem Bestellcode (RPO) WU8 geordert werden konnte. Dies enthielt u. a. zusätzlich einen Heckspoiler und 17-Zoll-Räder mit Goodyear-Eagle-F1-Reifen in der Dimension P275/40ZR17.
Auch gab es 1998 ein neues Differential von Zexel Torsen anstatt des bisherigen von Auburn. Ab 1998 spendierte GM den F-Plattform-Modellen ebenfalls eine überarbeitete bzw. größer dimensionierte und standfestere Bremsanlage und eine durchgängig geschweißte Auspuffanlage. Es wurden 43.360 Coupés und 3.858 Cabriolets gebaut, darunter waren 2.397 Coupé und 478 Cabriolets mit dem SS-Paket.
| Motorenauswahl Modelljahr 1998                     | Motorenauswahl Modelljahr 1998 | Motorenauswahl Modelljahr 1998 | Motorenauswahl Modelljahr 1998 | Motorenauswahl Modelljahr 1998 |
| Chevrolet Camaro                                   | 231                            | 346                            | 346                            | 346                            |
| -------------------------------------------------- | ------------------------------ | ------------------------------ | ------------------------------ | ------------------------------ |
| Motorcode                                          | L36                            | LS1                            | LS1                            | LS1                            |
| VIN-Code                                           | K                              | G                              | G                              | G                              |
| Verfügbarkeit                                      | Standard beim Coupé            | Standard bei Z28               | Standard bei SS-Modell         | Optional bei SS-Modell         |
| Motorname                                          | Buick 3800 V6 SII              | General Motors LS              | General Motors LS              | General Motors LS              |
| Bremsleistung (netto SAE-PS) bei Drehzahl in min−1 | 200 SAE-HP bei 5200            | 305 SAE-HP bei 5200            | 315 SAE-HP bei 5500            | 320 SAE-HP bei 5500            |
| max. netto Drehmoment bei min−1                    | 305 Nm (225 lbf·ft) bei 4000   | 454 Nm (335lbf·ft) bei 4000    | 454 Nm (335lbf·ft) bei 4000    | 454 Nm (335lbf·ft) bei 4000    |
| Verdichtung                                        | 9,4 : 1                        | 10,1 : 1                       | 10,1 : 1                       | 10,1 : 1                       |

### 1999
Das Jahr brachte für den V6-Motor eine elektronisch gesteuerte Drosselklappe, zudem einen leicht größeren Tank, der jetzt aus Kunststoff statt Metall bestand. Es gab ab jetzt auch eine ABS/ASR-Abfrage direkt an den Rädern (zwei Sensoren) und nicht mehr am Differential (ein Sensor) bzw. arbeitete das ABS jetzt mit vier anstatt der bisherigen drei Kanäle.
Der Z28 SS erhielt den LS1 V8-Motor mit 5665 cm3 (346 in3) Hubraum und 16-Ventilen, er bestand aus einem Aluminium-Motorblock und -Zylinderköpfen. Der Motor war mit einer Kraftstoffeinspritzung ausgestattet.
| Motorenauswahl Modelljahr 1999 und 2000            | Motorenauswahl Modelljahr 1999 und 2000 | Motorenauswahl Modelljahr 1999 und 2000 | Motorenauswahl Modelljahr 1999 und 2000 |
| Chevrolet Camaro                                   | 231                                     | 346                                     | 346                                     |
| -------------------------------------------------- | --------------------------------------- | --------------------------------------- | --------------------------------------- |
| Motorcode                                          | L36                                     | LS1                                     | LS1                                     |
| VIN-Code                                           | K                                       | G                                       | G                                       |
| Verfügbarkeit                                      | Standard beim Coupé                     | Standard bei Z28                        | Optional bei SS-Modell                  |
| Motorname                                          | Buick 3800 V6 SII                       | General Motors LS                       | General Motors LS                       |
| Bremsleistung (netto SAE-PS) bei Drehzahl in min−1 | 200 SAE-HP bei 5200                     | 305 SAE-HP bei 5200                     | 320 SAE-HP bei 5500                     |
| max. netto Drehmoment bei min−1                    | 305 Nm (225 lbf·ft) bei 4000            | 454 Nm (335lbf·ft) bei 4000             | 454 Nm (335lbf·ft) bei 4000             |
| Verdichtung                                        | 9,4 : 1                                 | 10,1 : 1                                | 10,1 : 1                                |
| Gemischaufbereitung                                | Sequenzielle Mehrpunkt-Einspritzung     | Sequenzielle Mehrpunkt-Einspritzung     | Sequenzielle Mehrpunkt-Einspritzung     |

### 2000
Es wurden geringfügige Änderungen vorgenommen, Schalter zur Bedienung des Radios wurden in das Lenkrad integriert. Die Verkaufszahlen brachen ein.

### 2001
Es zeichnete sich das Ende des Camaro ab, es wurden in diesem Jahr 29.009 Autos verkauft. Basis war der 1996 eingeführte 3,8 Liter V6-Motor 147 kW (200 PS). Kleine Änderungen waren neu designte 16-Zoll-Räder, eine andere Felgenfarbe. Der LS1-Motor im Z28 leistete offiziell 228 kW (310 PS). GM baute bei allen LS1-Motoren in allen Modellen die Ansaugbrücke des LS6-Motor, die einen spürbaren Leistungszuwachs brachte.
| Motorenauswahl Modelljahr 2001 und 2002            | Motorenauswahl Modelljahr 2001 und 2002 | Motorenauswahl Modelljahr 2001 und 2002 | Motorenauswahl Modelljahr 2001 und 2002 |
| Chevrolet Camaro                                   | 231                                     | 346                                     | 346                                     |
| -------------------------------------------------- | --------------------------------------- | --------------------------------------- | --------------------------------------- |
| Motorcode                                          | L36                                     | LS1                                     | LS1                                     |
| VIN-Code                                           | K                                       | G                                       | G                                       |
| Verfügbarkeit                                      | Standard beim Coupé                     | Standard bei Z28                        | Optional bei SS-Modell                  |
| Motorname                                          | Buick 3800 V6 SII                       | General Motors LS                       | General Motors LS                       |
| Bremsleistung (netto SAE-PS) bei Drehzahl in min−1 | 200 SAE-HP bei 5200                     | 310 SAE-HP bei 5200                     | 325 SAE-HP bei 5500                     |
| max. netto Drehmoment bei min−1                    | 305 Nm (225 lbf·ft) bei 4000            | 461 Nm (340lbf·ft) bei 4000             | 475 Nm (350lbf·ft) bei 4000             |
| Verdichtung                                        | 9,4 : 1                                 | 10,1 : 1                                | 10,1 : 1                                |
| Gemischaufbereitung                                | Sequenzielle Mehrpunkt-Einspritzung     | Sequenzielle Mehrpunkt-Einspritzung     | Sequenzielle Mehrpunkt-Einspritzung     |

### 2002
Das letzte Produktionsjahr und die Änderungen hielten sich in Grenzen. Ein neuer Kühler der Servolenkung für den Z28 und das Soundsystem im V6-Motor wurde überholt. Der 35. Jahrestag wurde nochmals mit einer Sonderedition gefeiert, die eine optische Aufwertung der SS-Modelle beinhaltete.
Der erste 2002 produzierte Camaro, ein Fahrzeug mit dem Ausstattungscode Z4C und der letzte (gefertigt am 27. September 2002) verblieben in der Sammlung von General Motors.

Der vorletzte Camaro – ein roter Z28 – wurde für wohltätige Zwecke versteigert und erbrachte einen Erlös von 71.500 US-Dollar.

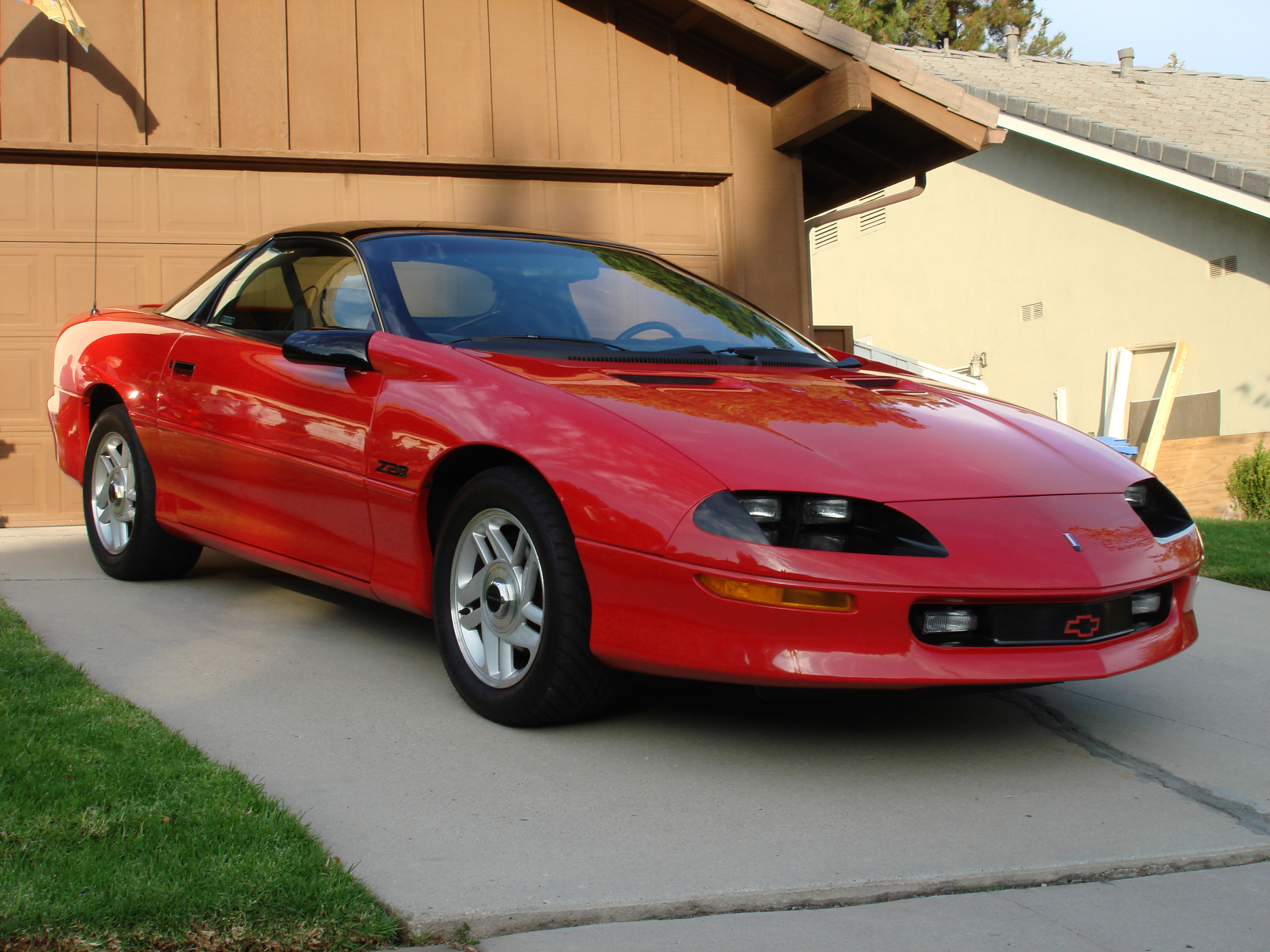
Chevrolet Camaro Z28 Coupé (1994–1998)
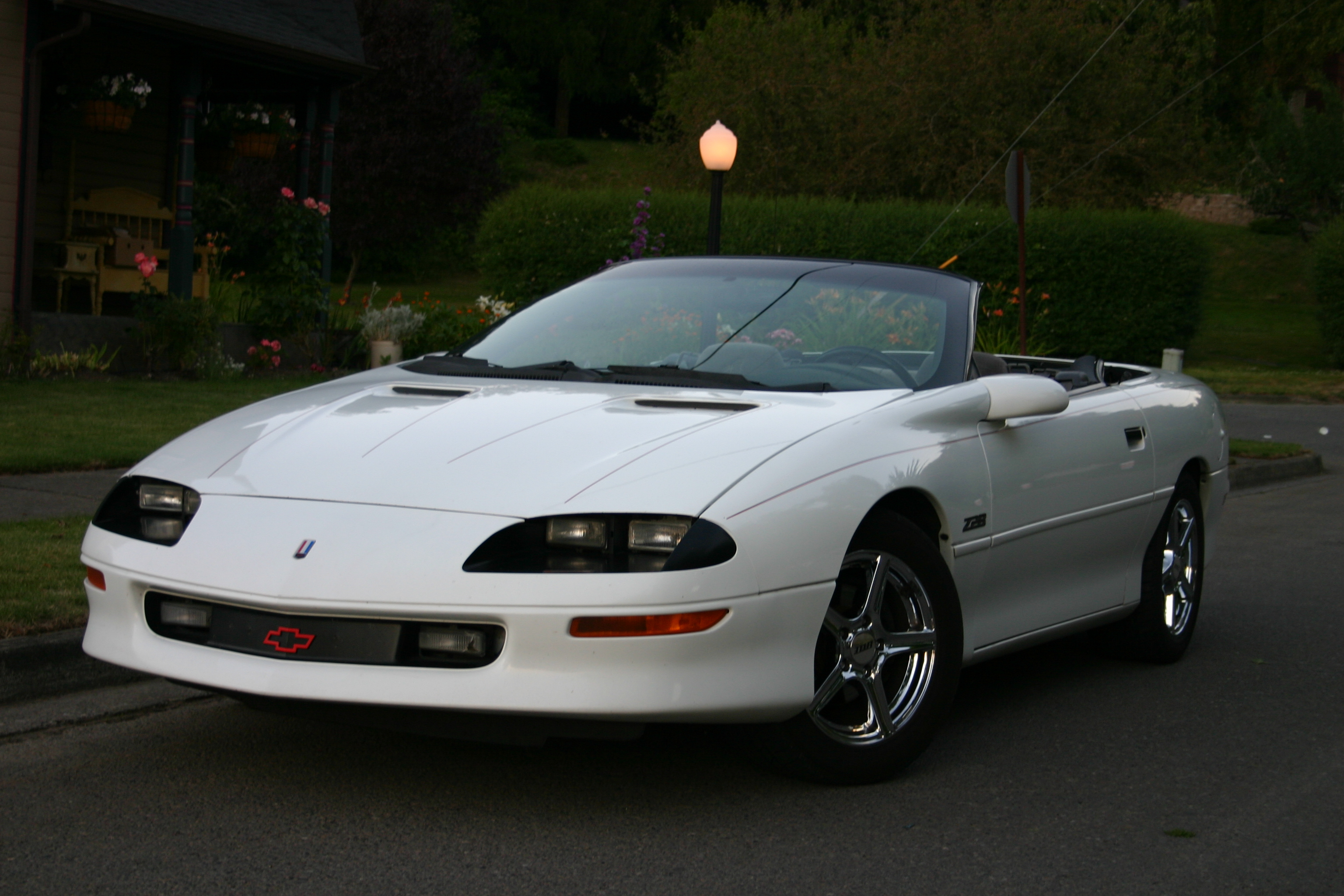
Chevrolet Camaro Z28 Convertible (1994–1998)
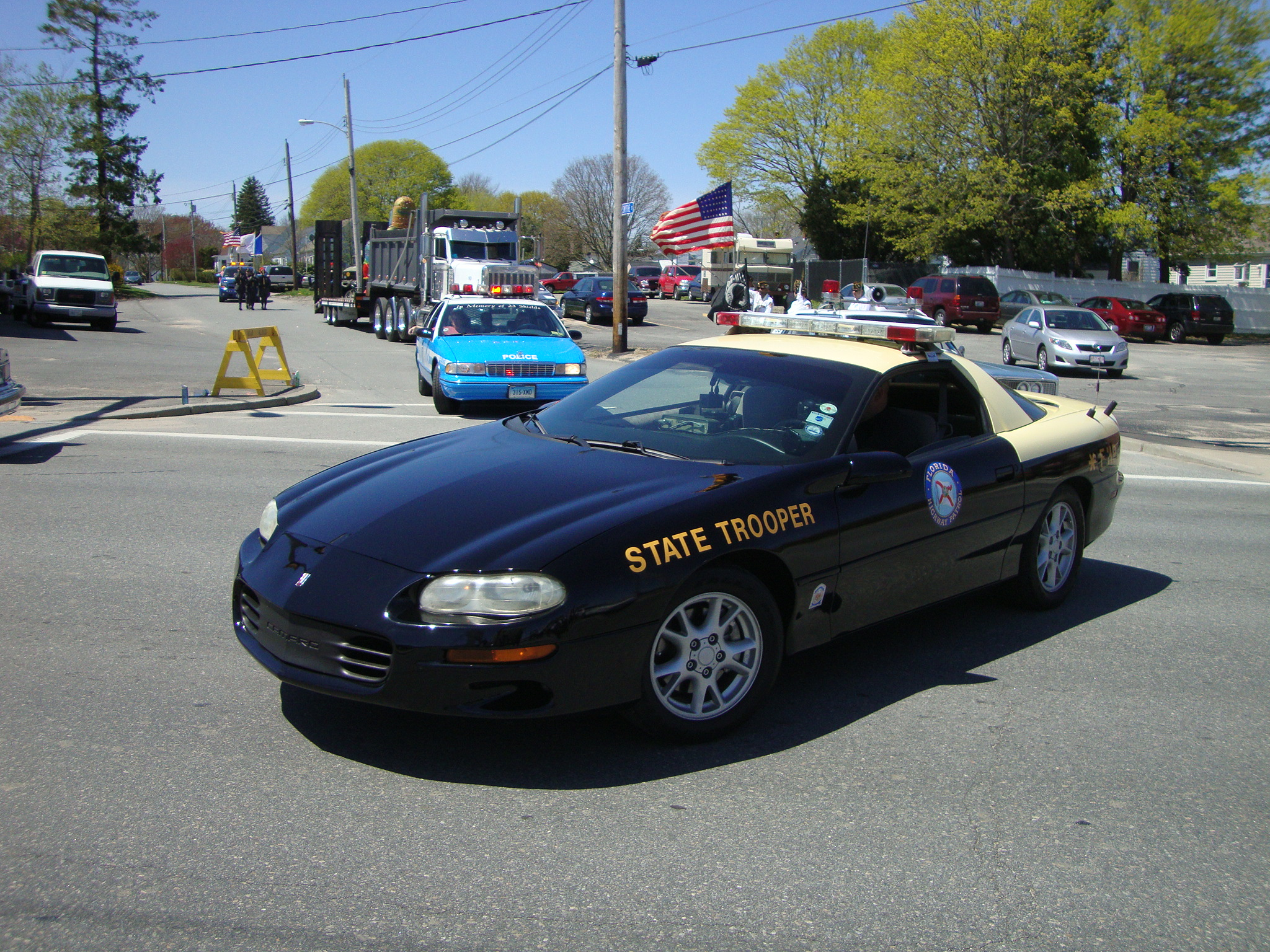
Chevrolet Camaro Coupé (1998–2002) als 9C1 Police Car B4C FHP
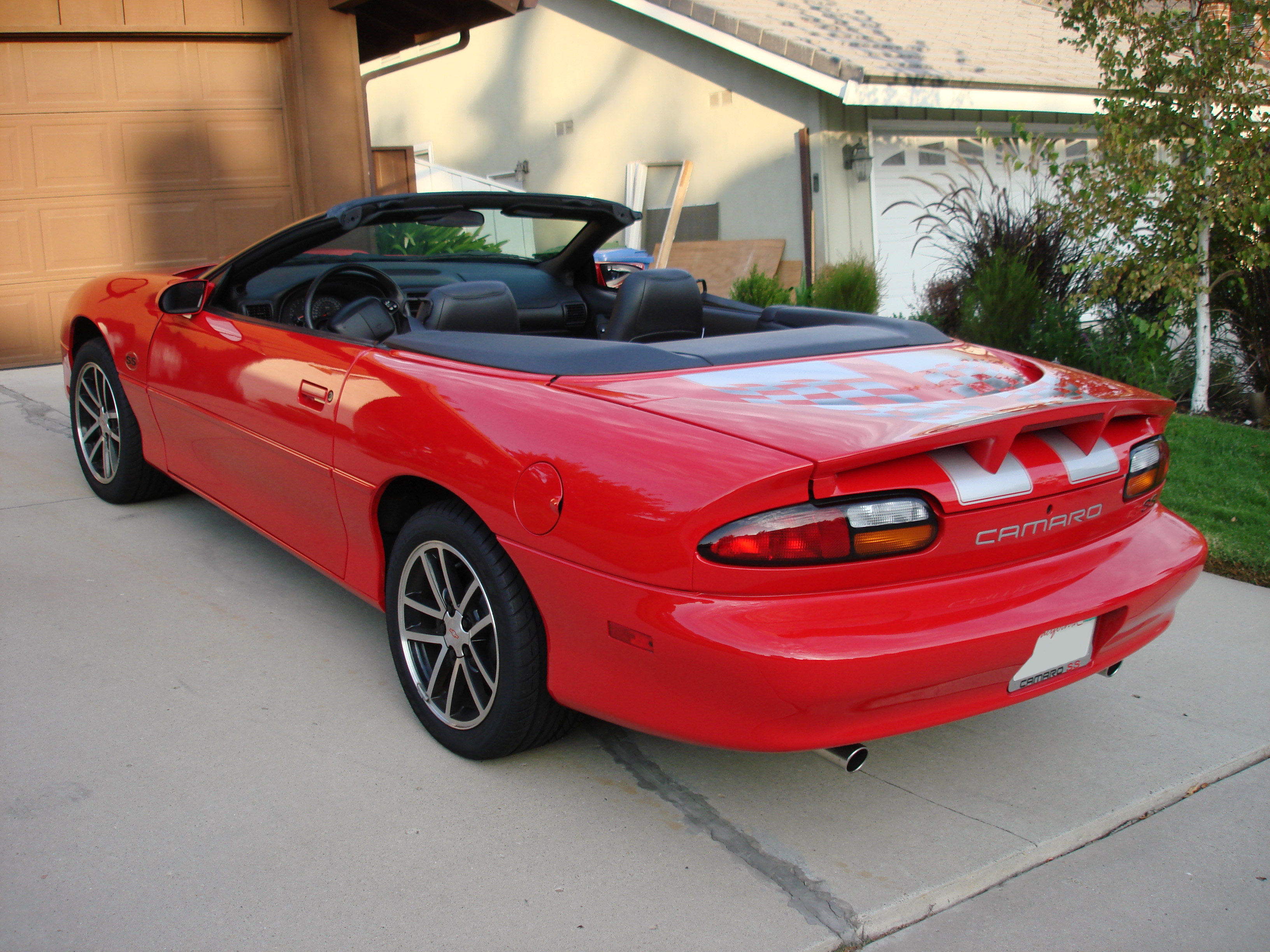
Chevrolet Camaro SS Convertible 35th Anniversary (2002)

### Preisentwicklung der 4. Generationen
Der Listenpreis bezieht sich auf die jeweils kleinste Motorisierung ohne weitere Optionen. In der hellblauen Spalte die gerundeten Preise nach Bereinigung der Inflation (mit Stand 2025) und Umrechnung zum aktuellen Wechselkurs von USD in EURO für jeweils das erste und letzte Modelljahr.
| Typ oder Option      | ca. Preis 2025 in EUR | 1993   | 1994   | 1995   | 1996    | 1997   | 1998   | 1999   | 2000   | 2001   | 2002   | ca. Preis 2025 in EUR |
| -------------------- | --------------------- | ------ | ------ | ------ | ------- | ------ | ------ | ------ | ------ | ------ | ------ | --------------------- |
| Basis Coupé (V6)     | 25.600                | 13.339 | 13.339 | 14.250 | 14.990  | 16.215 | 17.150 | 16.625 | 16.840 | 17.880 | 18.655 | 28.700                |
| Basis Cabriolet (V6) |                       |        | 18.745 | 19.495 | 21.270  | 21.770 | 22.650 | 22.125 | 21.140 | 25.175 | 26.650 | 41.100                |
| RS Coupé (V6)        |                       |        |        |        | 17.490  | 17.970 |        |        |        |        |        |                       |
| RS Cabriolet (V6)    |                       |        |        |        | 22.720  | 23.170 |        |        |        |        |        |                       |
| Z28 Coupé (V8)       | 32.200                | 16.799 | 16.799 | 17.915 | 19.390  | 20.115 | 20.995 | 20.870 | 21.265 | 22.450 | 23.070 | 35.500                |
| Z28 Cabriolet (V8)   |                       |        | 22.075 | 22.075 | 24.490  | 25.520 | 27.975 | 27.850 | 28.365 | 29.555 | 30.165 | 46.500                |
| SS Coupé (V8)        |                       |        |        |        | von SLP | 24.114 | 24.495 | 24.370 | 24.965 | 26.400 | 26.695 | 41.100                |
| SS Cabriolet (V8)    |                       |        |        |        | von SLP | 29.513 | 31.475 | 31.350 | 32.065 | 33.505 | 33.790 | 52.100                |

### Vorläufiges Ende und Nachfolgemodell
Das Produktionsende des Camaro kam nach 35 Jahren überraschend. Der vom GM-Management angegebene Grund des schlechten Absatzes ist nur auf den ersten Blick überzeugend.
Der Name Camaro hatte in den USA einen der höchsten Bekanntheitsgrade der bei GM produzierten Modelle und die Verkaufszahlen lagen bis Mitte der 1990er-Jahre über 100.000 Einheiten. Es kam zu einer Verlagerung der Entwicklung und des Produktionsschwerpunktes zu SUVs, die Werbung für den Camaro wurde weitgehend eingestellt. Ein weiterer Punkt war das Alter der Plattform (F-Plattform) zum damaligen Zeitpunkt. In über 20 Jahren weiterentwickelt, konnte es den kommenden Sicherheitsanforderungen nicht mehr genügen. Insbesondere der Kollisionsschutz im Heck und in den Seiten hätte eine umfangreiche Überarbeitung nötig gemacht, die sich von einer Neuentwicklung kaum unterschieden hätte.
Ein weiteres Hindernis war die komplizierte Situation am einzigen Produktionsstandort Sainte-Thérèse. Ausgelegt für einen Ausstoß von über 200.000 Autos pro Jahr war die Fabrik bereits in den Neunzigern unrentabel. Über Verträge mit der Provinz Québec und dem Staat Kanada wurden Kredite gewährt, im Gegenzug verpflichtete sich GM, die Produktion aufrechtzuerhalten und es wurde die Zusage gemacht, dass der Standort Sainte-Thérèse exklusiv die Produktion des Camaro übernehmen werde.
Da die Verträge noch bis 2017 liefen, war GM an die Zusagen gebunden. Erst mit der Demontage des Standortes und dem Verkauf der Flächen wurde die Situation neutralisiert.
2009 kam die fünfte Camaro-Generation auf den Markt.

## Der Camaro im Film
Im Film „Die Braut, die sich nicht traut“ fährt die männliche Hauptperson Ike Graham (gespielt von Richard Gere) ein silbergraues Camaro Z28 Cabriolet der 4. Generation von 1998.